# 驚駭糖果屋
《驚駭糖果屋》（韓語：헨젤과 그레텔）是2007年上映的一部韩国黑暗奇幻恐怖電影，由林弼成执导，主演有千正明、殷元在、沈恩敬和陳智熙。这部电影的票房收入达到$2,206,625。

## 剧情
销售员恩洙开车行驶在69号公路上，与怀孕的女友惠寧通电话时发生争吵。争吵导致车祸，他在一片黑暗的森林中醒来，遇到一个名叫英姬的小女孩。英姬将他带到她家“兒童之家”，家里还有英姬的父母、哥哥万福和妹妹淨旬。恩洙想要离开，但孩子们总是跟着他的一举一动。英姬的父母外出，留下他照顾孩子们。
令恩洙意外的是，他在阁楼里发现了真正的母亲藏在那里。她告诉恩洙，那对夫妇并不是孩子们的亲生父母。他们的车在69号公路上抛锚，然后与淨旬以相似的方式相遇。她警告恩洙不要相信这些孩子。随后万福带来了一对夫妇，男方卞智浣是一位友善的執事。恩洙发现他们吃的肉其实是失踪父亲的肉，他的妻子还被变成了瓷娃娃。同时，恩洙注意到卞智浣的妻子指责淨旬偷了她的戒指后也失踪了。他悄悄跟随万福进入森林并用面包屑做标记以防迷路。他发现卞智浣的妻子被变成了一棵橡树。
万福在一扇神秘的门前停下，脸变成了一个老人的模样。万福离开后，恩洙进入房间，翻看了兄妹们长期制作的笔记本。他意识到这些孩子其实已有三十多岁了。他得知万福拥有念力，可以透过想象让人做出行为：正是他将那些女人变成了瓷娃娃和橡树。恩洙在笔记本上看到自己的画像后，下定决心阻止这些孩子以免被他们杀害。回到房子里，他发现卞智浣是个邪教领袖，想要杀死孩子们。他打倒卞智浣，听英姬讲述孩子们的故事。
这些孩子原本住在一家名为“兒童之家”的孤儿院，那里的管理员会强奸女孩、殴打男孩。万福在圣诞节时发现了自己的能力，他让圣诞老人出现，圣诞老人告诉他们，他们拥有特殊的能力，还给了他们一本《糖果屋》的故事书。他们目睹朋友承浩被殴打致死后，许愿阻止管理员，却发现其他人都死了，管理员正要把他们扔进壁炉中烧死。万福用他的能力杀死了管理员。回到现在，孩子们利用他们的能力让卞智浣自杀，保护了恩洙不被卞智浣杀害。
孩子们请求恩洙留下，但恩洙想与自己的爱人团聚，提议带他们一起离开。他们拒绝了，因为坚信成年人总是坏的。恩洙告诉他们，如果继续现在的行为，他们自己也会变坏。英姬告诉他烧掉笔记本，这样他就可以离开，恩洙照做了，赶在万福阻止之前将其烧毁。随后，恩洙醒来，发现自己处于与英姬初次见面的地方。他走到公路上遇到了警察。警察讲述了69号公路的悲惨故事，对他能幸存下来感到惊讶。
一年后，圣诞节，恩洙与惠寧结婚，还有了一个男孩。他出去买牛奶时，怀疑那段经历是否只是个梦。他收藏的新闻剪报显示卞智浣是一名连环杀手，暗示这是真实的。他发现了孩子们的笔记本，里面的页面全是空白，只有最后一页画着三个孩子手拉手微笑。他们已经放弃了寻找父母，意识到不需要父母也可以成为一个家庭。恩洙看着窗外的雪，万福、英姬和淨旬再次走进了森林。

## 演员与角色
- 千正明 饰 李恩洙

故事的主角。他在一次车祸中受伤，被树林中的一个孩子发现后带回了家。他对孩子们表达了自己的喜爱，表示愿意留下，但由于怀孕的女友和生病的母亲需要他，他不得不离开。电影围绕着他设法离开以及阻碍他回家的各种事件展开。
- 殷元在（朝鲜语：은원재） 饰 金万福

众孩子中年纪最大的，也是影片中的反派角色之一。从5岁起，他便与妹妹们住在这所房子里。由于父亲曾虐待他，他的性格变得有些阴郁。他拥有透过意念控制事物的能力（念力）。每次杀人后，他都会在笔记本上详细画下被害者的死亡情景。他总是带着一种神秘的气质，同时脾气暴躁。虽然在电影中他看起来像是13岁，但恩洙从一本旧书中发现，他其实出生于1959年。
- 沈恩敬 饰 金英姬

第一个发现恩洙的人。她经常想要试图平息万福的愤怒。她和妹妹曾试图从孤儿院逃跑，但由于无法成功离开，又被迫回到孤儿院。她经常梦游，有一次梦游时对恩洙说：“他一直說我很漂亮……”，暗指孤儿院中的“父亲”曾对她和其他女孩实施性侵。英姬出生于1960年，比万福小一岁。
- 陳智熙 饰 金淨旬

她在杀死管理员时只有7岁，每个大人都认为她身体较弱。她非常讨厌大人，虽然喜欢笑并且玩洋娃娃，但却经常虐待它们。和万福一样，她也可以将想象中的事物变为现实。有一次，恩洙给他们讲述仙女的故事时，她放下了一个娃娃，娃娃突然变得栩栩如生飞向天空。她和英姬能看到这些，但恩洙完全没有察觉，表明大人无法看到类似的现象。根据档案显示，淨旬出生于1965年。
- 朴喜洵 饰 卞智浣

故事中的另一位反派角色。他和妻子在森林中迷路，最终遇到万福。他表面看起来很友好，但其实是个邪教领袖，也是连环杀手。他认为这些孩子是“撒旦之子”，还想要杀死他们。事实证明，他年轻时曾杀害自己的父亲（“我小的時候殺了我爸爸”）。最后，三个孩子利用念力迫使他割破自己的喉咙而死。
- 朴莉迪亞（朝鲜语：박라디아） 饰 慶淑

卞智浣的妻子，她企图拿走孩子们的首饰。她指责淨旬偷了她的首饰后，万福将她变成了一棵橡树。
- 張榮男 饰 수정（“母亲”）
- 金慶益（朝鲜语：김경익 (배우)） 饰 영식（“父亲”）
- 高準熹 饰 惠寧

## 电影节
- 2008年富川國際奇幻電影節 - 欧洲奇幻电影节联合会评审团特别提及奖
- 温哥华国际电影节 - 龙与虎单元闭幕影片
- 2008年錫切斯電影節 - 提名最佳影片
- 2008年倫敦影展
- 2009年热拉尔梅电影节 - 提名大奖竞赛单元
- 2009年波尔图国际电影节
- 2009年卡尔加里地下电影节
- 2010年都柏林国际电影节

## 国际上映时间
- 英国：2009年1月16日
- 加拿大：2009年3月6日（魁北克和蒙特利尔）；2009年3月27日（多伦多）；2009年4月24日（温哥华）
- 法国：2009年4月1日